# العدد π عند البابليين
يعتبر البابليون من أوائل الشعوب التي تعاملت مع العدد π، حيث قاموا بحساب قيمة تقريبية له ترجع إلى حوالي 2000 ق.م.

## تاريخ
من الممكن أن يكون البابليون قد علموا بالقواعد العامة لقياس المحيطات والمساحات والحجوم، وقد لاحظوا عند إجراء الحسابات أن محيط الدائرة يكبر وكبرَ قطرها، مما يعني أن هناك خارجا بين قياس محيط الدائرة وقطرها. ومن الأدلة على أن البابليين قد أحاطوا بقيمة العدد π، ما ورد في العهد القديم: سفر الملوك الأول، الأصحاح السابع، الآية 23:
| العدد π عند البابليين | وعمل البحر مسبوكا عشر اذرع من شفته إلى شفته وكان مدورا مستديرا ارتفاعه خمس اذرع وخيط ثلاثون ذراعا يحيط به بدائره. | العدد π عند البابليين |

في هذا أيضا دليل على حساب قيمة 3 للعدد π.

## كيف احتسب البابليون قيمةπ؟
كان البابليون على علم جيد بالمضلعات السداسية، لذا فإنهم في الغالب اعتمدوا على ذلك في حساب قيمة العدد π, ومن الأدلة على ذلك، بعض الألواح الطينية التي عثر عليها في بابل, والتي تدل على ذلك، ويمكن تفسير ذلك كما يلي:
لنفترض أن الخارج بين P محيط السداسي وC محيط الدائرة هو 24\25. نعلم أن محيط الدائرة هو {\displaystyle \scriptstyle 2\pi r}, وبإضافة بعض المثلثات نجد أن محيط المثلث هو 6r, وبالتالي فإن
{\displaystyle {\frac {24}{25}}={\frac {6r}{2\times \pi \times r}}}
بالاختزال نحصل على
{\displaystyle {\frac {24}{25}}={\frac {6}{2\times \pi }}}
وبتحويل الكسر {\displaystyle {\frac {6}{2}}} وقلبه نحصل على
{\displaystyle {\frac {24}{25}}\cdot {\frac {2}{6}}={\frac {1}{\pi }}}
بالتبسيط نحصل على
{\displaystyle {\frac {48}{150}}={\frac {1}{\pi }}}
وبقلب الكسرين نحصل على
{\displaystyle \pi ={\frac {150}{48}}}
وبالاختزال نحصل على
{\displaystyle \pi ={\frac {25}{8}}=3.125}
ولأن البابليين كانوا يعتمدون نظاما ستينيا، فقد كانوا يمثلون النتيجة أعلاه ب:

{\displaystyle \pi =3+{\frac {7}{60}}+{\frac {30}{60^{2}}}}

## وصلات خارجية
"On the ancient babylonian value for pi". The number Warrior. 3 December 2008. مؤرشف من الأصل في 2019-10-23. اطلع عليه بتاريخ 1 سبتمر 2016. {{استشهاد ويب}}: تحقق من التاريخ في: |تاريخ الوصول= (مساعدة)